# Montella (stacja kolejowa)
Montella (wł: Stazione di Montella) – stacja kolejowa w Montella, w regionie Kampania, we Włoszech. Znajdują się tu 2 perony.
| Montella                                            |  |                |
| Linia Avellino - Rocchetta Sant'Antonio (43,908 km) |  |                |
| Cassano Irpino                                      |  | Bagnoli Irpino |